# Bundesliga niemiecka w piłce nożnej (1998/1999)
Bundesliga niemiecka w piłce nożnej 1998/1999 – 36. edycja najwyższych w hierarchii rozgrywek ligowych niemieckiej klubowej piłki nożnej. Tytułu mistrzowskiego broniło 1. FC Kaiserslautern. Nowym mistrzem został Bayern Monachium.

## Zespoły
| Uczestnicy poprzedniej edycji                                                                                 | Uczestnicy poprzedniej edycji | Uczestnicy poprzedniej edycji | Uczestnicy poprzedniej edycji |
| --- | ----------------------------- | ----------------------------- | ----------------------------- |
| KAI | 1. FC Kaiserslautern          | 1                             |                               |
| BMU | Bayern Monachium              | 2                             |                               |
| LEV | Bayer Leverkusen              | 3                             |                               |
| STU | VfB Stuttgart                 | 4                             |                               |
| S04 | FC Schalke 04                 | 5                             |                               |
| ROS | Hansa Rostock                 | 6                             |                               |
| WER | Werder Brema                  | 7                             |                               |
| DUI | MSV Duisburg                  | 8                             |                               |
| HSV | Hamburger SV                  | 9                             |                               |
| DOR | Borussia Dortmund             | 10                            |                               |
| HER | Hertha BSC                    | 11                            |                               |
| BOC | VfL Bochum                    | 12                            |                               |
| TSV | TSV 1860 Monachium            | 13                            |                               |
| WOL | VfL Wolfsburg                 | 14                            |                               |
| MGL | Borussia Mönchengladbach      | 15                            |                               |
| Awans z 2. Bundesligi 1997/1998                                                                               |                               |                               |                               |
| FRA | Eintracht Frankfurt           | 1                             |                               |
| FRG | SC Freiburg                   | 2                             |                               |
| NUR | 1. FC Nürnberg                | 3                             |                               |
| Oznaczenia: - kolumna pierwsza – skróty nazw drużyn, - kolumna trzecia – miejsce zajęte w poprzednim sezonie. |                               |                               |                               |

## Tabela
|     | Drużyna                  | M  | Z  | R  | P  | Bramki | Bilans | Punkty |
| --- | ------------------------ | -- | -- | -- | -- | ------ | ------ | ------ |
| 1.  | FC Bayern Monachium      | 34 | 24 | 6  | 4  | 76:28  | +48    | 78     |
| 2.  | Bayer 04 Leverkusen      | 34 | 17 | 12 | 5  | 61:30  | +31    | 63     |
| 3.  | Hertha BSC               | 34 | 18 | 8  | 8  | 59:32  | +27    | 62     |
| 4.  | Borussia Dortmund        | 34 | 16 | 9  | 9  | 48:34  | +14    | 57     |
| 5.  | 1. FC Kaiserslautern     | 34 | 17 | 6  | 11 | 51:47  | +4     | 57     |
| 6.  | VfL Wolfsburg            | 34 | 15 | 10 | 9  | 54:49  | +5     | 55     |
| 7.  | Hamburger SV             | 34 | 13 | 11 | 10 | 47:46  | +1     | 50     |
| 8.  | MSV Duisburg             | 34 | 13 | 10 | 11 | 48:45  | +3     | 49     |
| 9.  | TSV 1860 Monachium       | 34 | 11 | 8  | 15 | 49:56  | -7     | 41     |
| 10. | FC Schalke 04            | 34 | 10 | 11 | 13 | 41:54  | -13    | 41     |
| 11. | VfB Stuttgart            | 34 | 9  | 12 | 13 | 41:48  | -7     | 39     |
| 12. | SC Freiburg              | 34 | 10 | 9  | 15 | 36:44  | -8     | 39     |
| 13. | Werder Brema             | 34 | 10 | 8  | 16 | 41:47  | -6     | 38     |
| 14. | Hansa Rostock            | 34 | 9  | 11 | 14 | 49:58  | -9     | 38     |
| 15. | Eintracht Frankfurt      | 34 | 9  | 10 | 15 | 44:54  | -10    | 37     |
| 16. | 1. FC Nürnberg           | 34 | 7  | 16 | 11 | 40:50  | -10    | 37     |
| 17. | VfL Bochum               | 34 | 7  | 8  | 19 | 40:65  | -25    | 29     |
| 18. | Borussia Mönchengladbach | 34 | 4  | 9  | 21 | 41:79  | -38    | 21     |

## Strzelcy
|    | Gracz             | Drużyna             | Bramki |
| -- | ----------------- | ------------------- | ------ |
| 1. | Michael Preetz    | Hertha BSC          | 23     |
| 2. | Ulf Kirsten       | Bayer 04 Leverkusen | 19     |
| 3. | Oliver Neuville   | Hansa Rostock       | 14     |
| 3. | Anthony Yeboah    | Hamburger SV        | 14     |
| 5. | Carsten Jancker   | FC Bayern Monachium | 13     |
| 5. | Giovane Elber     | FC Bayern Monachium | 13     |
| 5. | Andrzej Juskowiak | VfL Wolfsburg       | 13     |
| 5. | Markus Beierle    | MSV Duisburg        | 13     |
| 5. | Sasza Ḱiriḱ       | 1. FC Nürnberg      | 13     |

## Mistrzowska kadra
Bernd Dreher, Oliver Kahn, Sven Scheuer; Markus Babbel, Thomas Helmer, Nils-Eric Johansson, Samuel Kuffour, Thomas Linke, Bixente Lizarazu, Lothar Matthäus, Frank Wiblishauser; Mario Basler, Stefan Effenberg, Thorsten Fink, David Jarolím, Jens Jeremies, Hasan Salihamidžić, Mehmet Scholl, Thomas Strunz, Michael Tarnat; Ali Daei, Giovane Elber, Carsten Jancker, Alexander Zickler.
- Trener: Ottmar Hitzfeld